# Olav Hagen
Olav Hagen född 23 december 1944, är en norsk illustratör. Han är utbildad vid Westerdals reklameskole där han studerade från 1974 till 1976. Hagen arbetade på reklambyrå fram till 1984 då han blev frilanstecknare på heltid. Han har huvudsakligen haft illustrationsuppdrag för barn-, ungdom- och skolböcker, men har också tecknat för tidskrifter och reklam.